# Hofanlage Dorfstraße 13
Die Hofanlage Dorfstraße 13 in Groß Ippener, Samtgemeinde Harpstedt, stammt im Hauptgebäude von 1849.
Das Ensemble steht unter Denkmalschutz (Siehe auch Liste der Baudenkmale in Groß Ippener).

## Geschichte
Die Hofanlage besteht aus:
- dem eingeschossigen giebelständigen Vierständerhallenhaus von 1849 als Wohn- und Wirtschaftsgebäude in Fachwerk mit Krüppelwalmdach und  Niedersachsengiebel,
- dem Backhaus von 1831 als Fachwerkhaus mit Steinausfachungen und Satteldach,
- der Scheune aus der Mitte des 19. Jahrhunderts, südöstlich des Hauptgebäudes, Fachwerkhaus mit Steinausfachungen und Satteldach, früher mit Querdurchfahrt, heute als Wohnhaus umgebaut,
- der nordöstlichen Scheune aus der Mitte des 19. Jahrhunderts, Fachwerkhaus mit Steinausfachungen und Krüppelwalmdach sowie Querdurchfahrt,
- der Hofpflasterung mit unregelmäßigen Kopfsteinen.

Die in dieser Region eher selteneren Vierständerhäuser sind eine Weiterentwicklung des Zweiständerhauses mit vier Ständerreihen in Längsrichtung. In einer Inschrift an einem Giebelbalken werden der „...Bauherr Johann Christoph Heinrich Jadenmacher und dessen Ehefrau Margaretha ... und seine Mutter ...“ genannt und über der Grooten Door steht ein religiöser Spruch.
Die Landesdenkmalpflege befand: „...geschichtliche Bedeutung ... als Hofanlage....“ Sie verweist auf eine alte markante Eiche an der Straße links neben der Zufahrt.